# Токасики, Раму
Раму Токасики (яп. 渡嘉敷来夢; род. 11 июня 1991 года в Ките, Токио, Япония) — японская профессиональная баскетболистка, которая выступает в клубе WJBL «Айсин Уингз». Играет на позиции тяжёлого форварда.

## Ранние годы
Раму Токасики родилась 11 июня 1991 года в специальном районе Кита города Токио, столице Японии.